# Tipula (Sinotipula) jepsoni
Tipula (Sinotipula) jepsoni is een tweevleugelige uit de familie langpootmuggen (Tipulidae). De soort komt voor in het Nearctisch gebied.